# Planodes papuanus
Planodes papuanus là một loài bọ cánh cứng trong họ Cerambycidae.